# Netzeband (Temnitzquell)
Netzeband ist ein Ortsteil mit 158 Einwohnern (Stand 2024) der Gemeinde Temnitzquell im Landkreis Ostprignitz-Ruppin in Brandenburg.

## Lage
Netzeband liegt ca. 15 Kilometer nordwestlich von Neuruppin in der Temnitzregion im Landkreis Ostprignitz-Ruppin (OPR) in Brandenburg. Die Gemarkung ist charakterisiert durch Wälder und landwirtschaftliche Flächen.
Der Ort befindet sich etwa 70 Kilometer von Berlin entfernt. Der Bahnhof Netzeband ist Teil der Eisenbahnverbindung zwischen Wittenberge und Berlin-Charlottenburg (RE 6).

## Geschichte
Das Dorf wurde erstmals am 2. Mai 1232 urkundlich als Nyzzebant erwähnt. Es gehörte lange Zeit zu Mecklenburg-Schwerin und war zeitweise die südlichste mecklenburgische Gemeinde. 1878 wurde die Entfernung zum mecklenburgischen Hauptlande mit drei Meilen angegeben. Bei mehreren internationalen Abkommen zwischen 1826 und 1865, etwa beim  Zollparlament, erfuhr Netzeband als Enklave eine besondere Erwähnung. Zuletzt war Netzeband ein Teil des Ritterschaftlichen Amtes Wredenhagen,  respektive des Amtes Waren. Bis 1937 war der Ort eine Enklave innerhalb der preußischen Provinz Brandenburg.

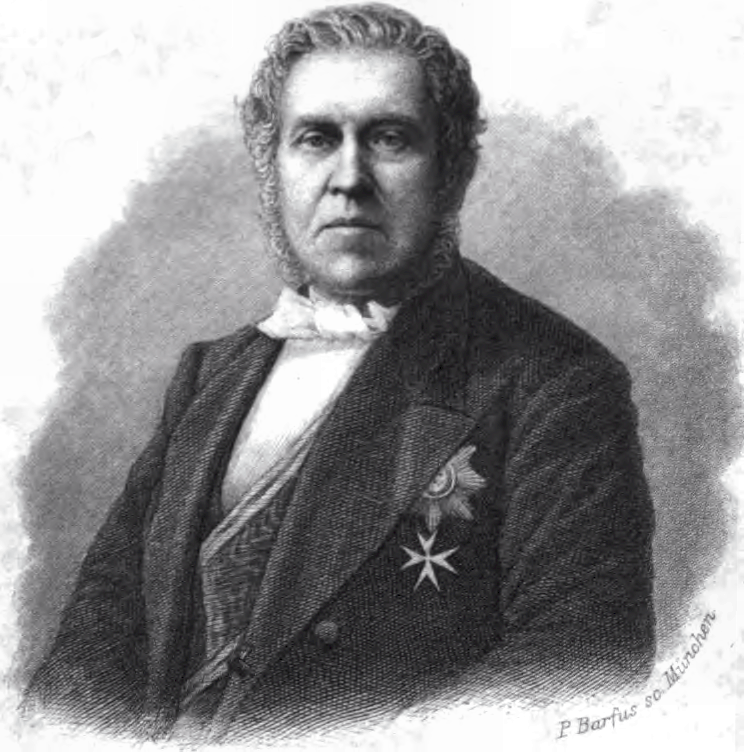
Hans Karl Albrecht Graf von Königsmarck, auf Plaue und Netzeband, um 1850

Im Ort entwickelte sich ein Gutssitz, zunächst in wechselnder Hand der Adelsfamilien von Owstien, von Haack und von Barnewitz. Familie von Barnewitz besaß mehrere Güter, Netzeband war ein Nebengut. Durch Hochzeit der Dorothea Albertine Ernestine von Barnewitz-Netzeband mit Georg Gustav von Wrangel, Freiherr von Addinal (1728–1795), übernahm dessen Familie kurz die Begüterung. Er wiederum veräußerte Netzeband am 25. Juni 1770 für 97.000 Reichsthaler Alt-Geld an die Familie von Königsmarck. Überliefert ist, dass der Veräußerer darauf bestand, das Gros des Betrages in baar bei der Uebergabe zu bekommen. Gut Netzeband gehörte dann als Teil eines größeren Gesamtgutskomplexes, welches bald zum Familienfideikommiss bestimmt wurde, dem Erwerber, dem Generalmajor und Pour-le-Mérite-Träger Hans Christoph von Königsmarck-Kötzlin. 1817 wurde dieser in den Grafenstand erhoben, als  Majoratsherr auf Netzeband. Die Kirche in Netzeband wurde 1834 erbaut.
Der nächste Netzebänder Gutsherr Hans Ferdinand Valentin Graf Königsmarck war durch seinen brandenburgischen Besitz Erblandhofmeister dieser Provinz. Der weitere Nachfahre Carl Graf Königsmarck (1839–1910) führte die Titulatur eines Schloßhauptmanns und war in erster Ehe mit einer Gräfin Sayn-Wittgenstein-Sayn liiert, dann mit Paula von Geißler. Das Gut Netzband war zumeist verpachtet, über Generationen an die Familie Bünger, wo so Ferdinand Bünger zum Ökonomierat aufstieg. Um 1928 betrug die Größe des Gutes Netzeband etwa 2290 ha. Als Gutsherr folgte Hans Graf Königsmarck-Plaue (1865–1943). Dieser wiederum vererbte den Besitz an Hans Guido Graf Königsmarck (1902–1979), dessen Hauptwohnsitz Schloss Plaue bei der Stadt Brandenburg war. Mit ihm endete die Gutshistorie. Es folgte 1945/46 die Bodenreform. Ab 1952 gehörte Netzeband zum Kreis Neuruppin im DDR-Bezirk Potsdam.
Die dendrologischen Aktivitäten der Königsmarck zu Netzeband finden auch bei Theodor Fontane in den späteren Anmerkungen des Bandes Ruppin Erwähnung.
Nach der deutschen Wiedervereinigung waren Teile von Netzeband in den 1990er Jahren von Verfall bedroht. Durch die Initiative eines Investors erlebte der Ort eine Revitalisierung. Im Jahr 1997 wurde der Ort durch Zusammenschluss mit den Gemeinden Katerbow und Rägelin zu einem Ortsteil der  Gemeinde Temnitzquell. Ortsvorsteherin ist Stefanie Freckmann (Stand 2024).

## Kultur und Sehenswürdigkeiten

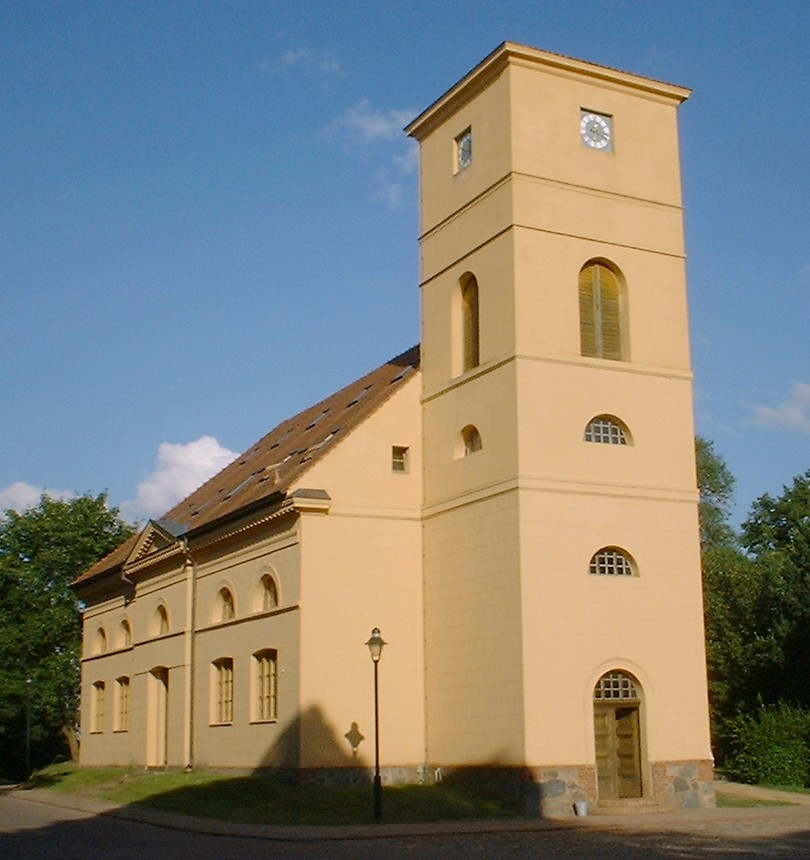
Temnitzkirche Netzeband

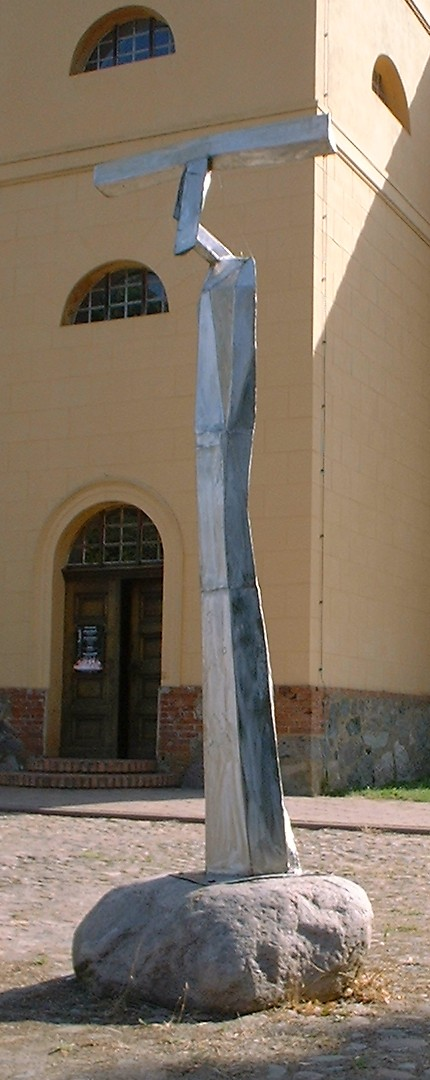
„Parzival I“ vor der Kirche

Das Kulturprogramm von Netzeband umfasst ganzjährig Konzerte, Lesungen, Performances, Filmvorführungen, Tanzveranstaltungen und Ausstellungen. Das jährliche Festival mit Theateraufführungen ist das Aushängeschild des Ortes und zieht etwa 5000 Zuschauer an. Dabei führen Laien-Darsteller mit überdimensionalen Masken und professionellen Tonspuren Stücke von Shakespeare und Brecht auf. Besonders hervorzuheben ist das Synchrontheater, eine Theaterform, die übergroße Masken mit voraufgezeichneten Tonspuren kombiniert.
Der ehemalige Gutspark wurde 1996 zu einer Freilichtbühne umgestaltet und ist Austragungsort des Theaterfestivals „Theatersommer Netzebrand“.

### Temnitzkirche Netzeband
Die Temnitzkirche Netzeband, 1834 im klassizistischen Stil erbaut, wurde 1994 umfassend restauriert. Heute dient das ehemalige Kirchengebäude als multifunktionales Kulturzentrum. Vor dem Gebäude steht die Stahlskulptur  „Parzival I“ des Künstlers Matthias Zágon Hohl-Stein von 1994.

### Burgwall Netzeband

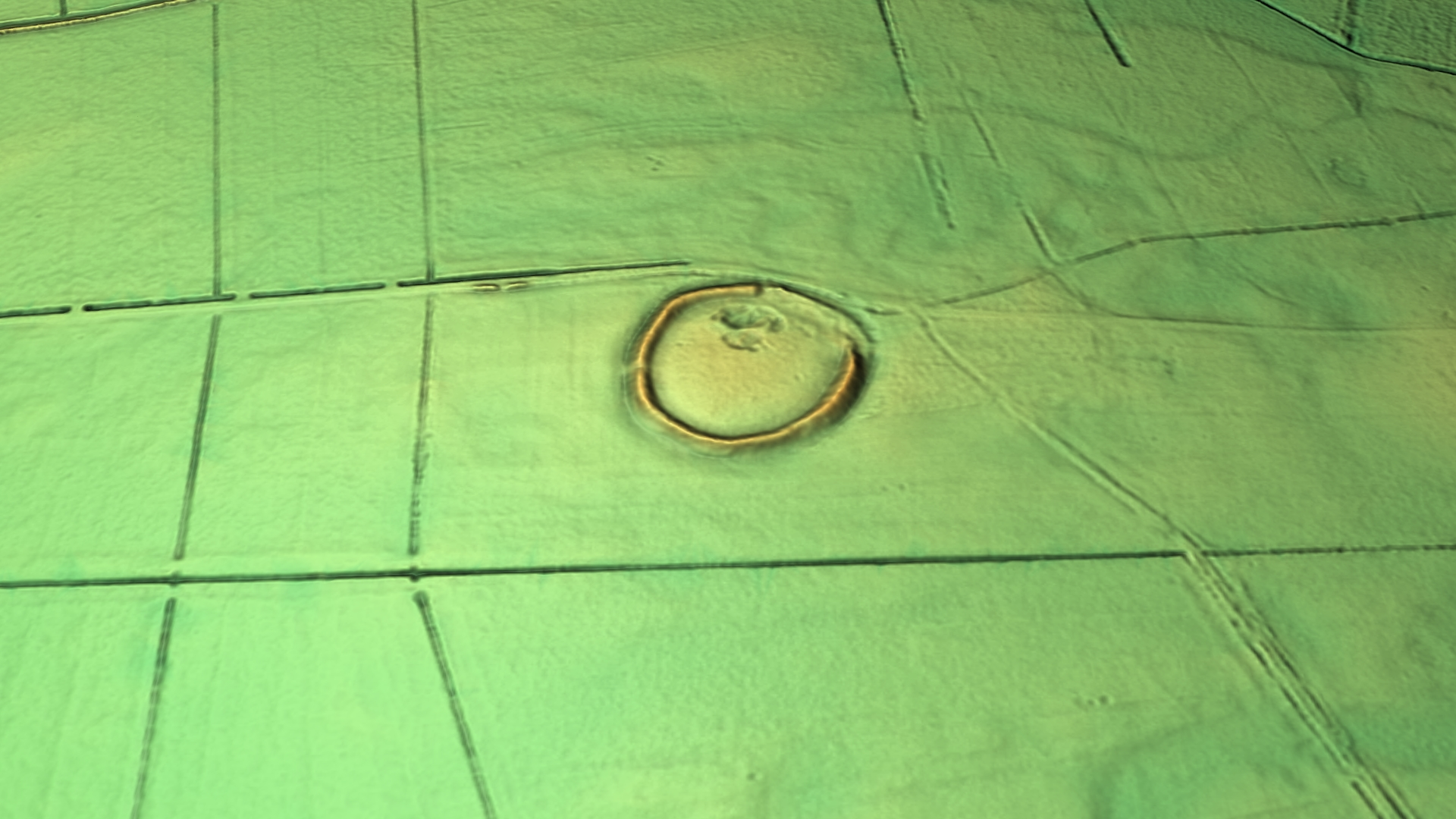
Burgwall Netzeband als Geländemodell von Rouven Meidlinger, 2021

Der Burgwall Netzeband ist der Burgstall einer slawischen Niederungsburg, ein slawischer Burgwall, der im 8. bis 10. Jahrhundert bestand. Das Bodendenkmal liegt etwa drei Kilometer südwestlich des Ortes in einer ausgedehnten Niederung.